# روبرت كرايغ كينت
روبرت كرايغ كينت (بالإنجليزية: Robert Craig Kent)‏ هو محامي وسياسي أمريكي، ولد في 28 نوفمبر 1828 في مقاطعة وايذ في الولايات المتحدة، وتوفي في 30 أبريل 1905 في الولايات المتحدة. حزبياً، نشط في الحزب الديمقراطي.